# Epigaea
- Commons
- Wikispecies

Epigaea L. é um género botânico pertencente à família Ericaceae.

## Sinonímia
- Orphanidesia Boiss. et Balansa

## Espécies
- Epigaea asiatica
- Epigaea gaultherioides
- Epigaea repens
- Lista completa

## Classificação do gênero
| Sistema | Classificação                     | Referência               |
| ------- | --------------------------------- | ------------------------ |
| Linné   | Classe Decandria, ordem Monogynia | Species plantarum (1753) |